# الدوري العراقي لكرة اليد
الدوري العراقي لكرة اليد هو دوري كرة اليد في العراق. انطلق في سنة 1977-1978 . الدوري يلعب تحت مظلة الفيدرالية الاسيوية لكرة اليد ولايوجد آلية ثابته للدوري فيكون موسم على نظام تجمعات أو دوري الدرجة الممتازة مباشرة يلعب بدون تصفيات . يعتبر نادي الجيش لكرة اليد الأكثر فوزا بهذا الدوري حيث يمتلك (12 لقب) , يعتبر ظافر صاحب أكثر مدرب احرز لقب الدوري حيث يمتلك (15 لقب) .

## سجل الأبطال

### حسب المواسم
قائمة ابطال الدوري العراقي لكرة اليد حسب المواسم.